# I Just Wanna (песня Kiss)
«I Just Wanna» — песня группы Kiss в их студийном альбоме 1992 года Revenge. Была также издана отдельным синглом не для продажи — в качестве промосингла того альбома.

## Создание
Была написана Полом Стэнли и Винни Винсентом, который также был соавтором ещё двух песен в альбоме.

## Музыкальный клип
Клип на песню, был снят режиссёром Полом Рахманом.
Мы должны были снять «I Just Wanna», пока группа была в турне. У нас был с ними всего один день в Лондоне, пока они гастролировали, так что мне пришлось придумать идею, которую мы могли бы сделать за один день. Это была песня Пола Стэнли, и она была попсовой. Предыдущая песня [«Unholy»] была очень, очень мрачной — это была атмосфера мрачной пустоты — так что я пошел в противоположном направлении. И это видео было снято за один день на сцене в Лондоне.

## Чарты
| Чарт (1992)                     | Наив. поз. |
| ------------------------------- | ---------- |
| США (Billboard Mainstream Rock) | 34         |